# Constituição mexicana
A Constituição do México de 1917 (nome oficial: Constitución Politica de los Estados Unidos Mexicanos que reforma la del 5 de febrero de 1857) é a atual lei suprema da federação mexicana. Foi promulgada em 5 de Fevereiro de 1917 pela Assembleia Constituinte reunida na cidade de Querétaro entre 1 de Dezembro de 1916 e 31 de Janeiro de 1917, entrando em vigor no dia 1 de Maio seguinte. A Assembleia Constituinte foi convocada por Venustiano Carranza Primeiro-Chefe do Exército Constitucionalista, encarregado do poder executivo, em cumprimento do estabelecido no plano de Guadalupe. Substituiu a Constituição do México de 1857.
Foi a primeira constituição da História a incluir os chamados direitos sociais, dois anos antes da Constituição de Weimar de 1919.
Trata-se de uma constituição anticlerical e liberal, incluindo medidas relativas ao trabalho e à proteção social, bastante radicais para a época bem como reformas destinadas a restringir a posse de explorações mineiras e de terras por estrangeiros. Outrossim, reflete as diferentes tendências expressas antes e durante a Revolução Mexicana: anticlericalismo, agrarismo, sensibilidade social, nacionalismo. Anuncia uma reforma agrária e leis sociais (jornada de oito horas, direito de associação em sindicatos, direito à greve, salário mínimo, limitação do trabalho feminino e infantil). O poder da Igreja é fortemente reduzido: perda do controle do estado civil e de toda intervenção social e política, nacionalização dos locais de culto, interdição aos membros do clero de se candidatarem em eleições, de se exprimirem politicamente, de herdar ou transmitir heranças. A não-reeleição do presidente e a extinção do cargo de vice-presidente foram igualmente estabelecidos nesta constituição.
Foi alvo de diversas alterações desde a sua promulgação.